# Kỳ thị xã hội liên quan đến COVID-19
Do đại dịch COVID-19 đang diễn ra, đôi khi mọi người có thể bị gán ghép, dán nhãn, phân biệt đối xử, đối xử riêng biệt, hoặc mất địa vị vì có mối liên hệ thực sự hoặc nhận thức với căn bệnh này. Do bị đối xử như vậy, những người đã hoặc được coi là mắc bệnh, cũng như những người chăm sóc họ, gia đình, bạn bè và cộng đồng, có thể phải chịu sự kỳ thị của xã hội.
Do sự kỳ thị của xã hội, các cá nhân và các nhóm đã bị phân biệt chủng tộc, bài ngoại và phải chịu các tội ác do thù hận, bao gồm cả các cuộc tấn công thể xác. Các nhóm dễ bị kỳ thị xã hội nhất là người châu Á, đặc biệt là những người gốc Đông Á và Đông Nam Á, những người đã đi du lịch nước ngoài, những người vừa hoàn thành kiểm dịch, các chuyên gia y tế và nhân viên dịch vụ khẩn cấp. Ngay cả việc đeo hoặc từ chối đeo mặt nạ cũng trở thành đối tượng của sự kỳ thị. Sự tồn tại của sự kỳ thị xã hội và những tác động tiêu cực của chúng đã được nhiều tổ chức ghi nhận, bao gồm UNICEF, WHO và CDC.

## Lý do và tác động của kỳ thị xã hội
Mức độ kỳ thị đối với những người bị ảnh hưởng bởi COVID-19 là do nhiều yếu tố. Loại vi rút này là mới, và có nhiều điều chưa biết xung quanh việc lây truyền và có thể có cách chữa trị. Nhiều người không thể được xét nghiệm và việc phát triển thuốc để điều trị vẫn đang được tiến hành. Trong khi đó, có nhiều thông tin sai lệch về căn bệnh này, theo đó nhiều nhóm và nhà hoạt động trực tuyến khác nhau đã truyền bá các thuyết âm mưu và những tuyên bố chưa được chứng minh, như vi rút được tạo ra trong phòng thí nghiệm; virus đã được "lên kế hoạch"; và vi rút được gây ra bởi mạng 5G, và các thuyết khác.
Trong bối cảnh văn hóa này, bản thân căn bệnh này là một ẩn số-và theo nhiều chuyên gia y tế quốc tế, mọi người cảm thấy sợ hãi khi đối mặt với những điều chưa biết. Trong những trường hợp như vậy, họ có thể đối phó với nỗi sợ hãi này bằng cách đổ lỗi cho "người khác", có thể bao gồm các nhóm người, chính phủ hoặc tổ chức. Môi trường này có thể thúc đẩy những định kiến có hại. Kết quả là, sự gắn kết xã hội bị suy giảm và có thể gia tăng sự cô lập về mặt xã hội đối với các nhóm bị ảnh hưởng. Với sự cô lập xã hội này, một số người có thể không có khả năng tìm kiếm sự trợ giúp hoặc dịch vụ y tế, thực hiện các biện pháp phòng ngừa cần thiết hoặc tìm kiếm các dịch vụ xã hội, do sợ bị phân biệt đối xử. Điều này có thể góp phần vào tình trạng vi-rút dễ lây lan hơn, dẫn đến các vấn đề sức khỏe nghiêm trọng và khó kiểm soát được bùng phát dịch. Hơn nữa, mọi người cũng có thể bị bạo hành thể xác và phải chịu đựng những tội ác do thù hận.